# Simulium narcaeum
Simulium narcaeum är en tvåvingeart som beskrevs av Meillon 1950. Simulium narcaeum ingår i släktet Simulium och familjen knott. Inga underarter finns listade i Catalogue of Life.